# 드라간 스토이치사블례비치
드라간 스토이사블례비치(세르비아어: Дpaгaн Cтojиcaвљeвић, 영어:  Dragan Stojisavljevic , 1974년 1월 16일 ~ )는 세르비아의 전 축구 선수로 현역 시절 포지션은 공격수였다. K리그 입단 당시에는 세르비아의 전신인 세르비아 몬테네그로 국적이었으며 등록명은 드라간이었다.

## 클럽 경력
2000년 2월 안양 LG 치타스 (현 FC 서울)에서 당시 사상 최대 이적료인 120만 달러에 (당시 환율 USD 1,145.09, 약 13억 5천만원) FK 파르티잔으로부터 야심차게 영입하였다. 2000시즌, 2001시즌 두 시즌 동안 K리그와 리그컵 포함 48경기 출장 6골 10도움의 활약을 보였으나 2002년초 방출되었다. 그러나 2003년 6월 재영입되어 활약하다 2004년 7월 인천 유나이티드로 이적하였다.인천 유나이티드에서는 리그컵에서 4경기만 출전하고 정규리그 출전기록은 없다.